# Polylepis pepei
Polylepis pepei là một loài thực vật thuộc họ Rosaceae. Loài này có ở Bolivia và Peru. Chúng hiện đang bị đe dọa vì mất môi trường sống.